# Jüdischer Friedhof (Emmerich am Rhein)
Der Jüdische Friedhof Emmerich ist ein jüdischer Friedhof in Emmerich am Rhein, einer Stadt im Kreis Kleve (Nordrhein-Westfalen). Der Friedhof lag zwischen der Stadtmauer und dem Stadtgraben. 

## Geschichte
In Emmerich bestand seit dem ersten Drittel des 17. Jahrhunderts eine jüdische Gemeinde, die seit 1854 als Filialgemeinde zum Synagogenbezirk Rees gehörte, bevor um 1900 eine eigenständige Synagogengemeinde gebildet wurde. 1932 war Elten angeschlossen. Die Größe der Gemeinde belief sich 1816 auf 87 Personen, 1885 auf 151 und 1932 auf noch etwa 90–95 Mitglieder. Ein Betsaal ist zu Beginn des 17. Jahrhunderts belegt, um 1674 wurde ein Wohnhaus in der heutigen Willibrordstraße (früher Hottomannstraße 12) zur Synagoge umgebaut, dieses wurde 1811/12 renoviert und 1926/27 erneut instand gesetzt. Die Synagoge wurde 1938 verkauft und während der Novemberpogrome nicht beschädigt. 1944 wurde sie durch Bomben zerstört.
Die Juden von Emmerich erhielten 1629 die Erlaubnis, zwischen der damaligen Stadtmauer und dem Stadtgraben einen Friedhof anzulegen, der ihnen und teilweise auch Klever Juden von 1629 bis 1826 als Begräbnisort diente. Bei Erweiterung des Hafenbeckens 1827 wurden 13 Gräber und Grabsteine auf den von 1826 bis 1928 belegten jüdischen Friedhof in der Wassenbergstraße überführt. Außerdem existiert ein jüdischer Begräbnisplatz auf dem kommunalen Friedhof.